# Зелёнкин, Егор Фёдорович
Егор Фёдорович Зелёнкин (1914—1980) — сержант Рабоче-крестьянской Красной Армии, участник Великой Отечественной войны, Герой Советского Союза (1943).

## Биография
Родился 25 мая 1914 года в селе Багаряк Екатеринбургского уезда Пермской губернии (ныне — Каслинский район Челябинской области).
После окончания четырёх классов сельской школы работал шахтёром. В марте 1942 года призван на службу в Рабоче-крестьянскую Красную Армию и направлен на фронт Великой Отечественной войны. Участвовал в боях на Воронежском и 1-м Украинском фронтах. В боях два раза был тяжело ранен. К сентябрю 1943 года сержант Егор Зеленкин командовал отделением мотострелкового батальона 69-й механизированной бригады 9-го механизированного корпуса 3-й гвардейской танковой армии Воронежского фронта. Отличился во время битвы за Днепр.
21-22 сентября 1943 года Зеленкин со своим отделением переправился через Днепр в районе села Зарубинцы Каневского района Черкасской области Украинской ССР и захватил плацдарм на его западном берегу. В бою за Зарубинцы вместе со своим отделением он уничтожил десять вражеских солдат и офицеров, в бою за село Луковицы того же района — ещё около двадцати. В бою за село Григоровка того же района Зеленкин поднял отделение в атаку, ворвался на вражеские позиции в селе и уничтожил пятнадцать вражеских солдат и офицеров. В дальнейшем отделение захватило две высоты и отразило несколько немецких контратак, уничтожив около 25 солдат и офицеров противника.
Указом Президиума Верховного Совета СССР от 17 ноября 1943 года за «геройский подвиг, проявленный при форсировании реки Днепр и прочное закрепление плацдарма на западном берегу» сержант Егор Зеленкин был удостоен высокого звания Героя Советского Союза с вручением ордена Ленина и медали «Золотая Звезда» за номером 5905 (награды вручены лишь в 1947 году).
Также награждён орденом Красной Звезды (04.11.1944) и рядом медалей, в том числе «За отвагу» (25.03.1944).
После окончания войны демобилизован и вернулся на родину. В 1947 вступил в члены ВКП(б). В 1949 устроился на Юго-Конёвский рудник забойщиком.
В 1960-х работал весовщиком и кочегаром на предприятии «Южно-Уральские бокситовые рудники» посёлка Межевой Саткинского района.
С 1970 года жил в Полевском у младшего сына. Работал в военизированной охране Северского завода. Умер 26 мая 1980 года. Похоронен на Старом кладбище Полевского.

### Память
На родине Героя есть улица Зелёнкина, на доме, где он жил, установлена мемориальная доска.

### Семья
Два брата — Егор и Иван, и одна сестра (судьба всех неизвестна). С супругой Марией Тимофеевной прожил более 40 лет, воспитали три сына.